# Ястковиці
Ястковиці (пол. Jastkowice) — село в Польщі, у гміні Пишниця Стальововольського повіту Підкарпатського воєводства.
Населення — 2704 особи (2011).
У 1975-1998 роках село належало до Тарнобжезького воєводства.

## Демографія
Демографічна структура станом на 31 березня 2011 року:
|          | Загалом | Допрацездатний вік | Працездатний вік | Постпрацездатний вік |
| -------- | ------- | ------------------ | ---------------- | -------------------- |
| Чоловіки | 1313    | 284                | 895              | 134                  |
| Жінки    | 1391    | 292                | 822              | 277                  |
| Разом    | 2704    | 576                | 1717             | 411                  |